# Nazionale juniores di ginnastica artistica femminile dell'Italia
La nazionale juniores di ginnastica artistica femminile dell'Italia è la rappresentativa femminile italiana in ambito di competizioni di ginnastica artistica di categoria juniores. La squadra è sotto l'egida della Federazione Ginnastica d'Italia.
Raccoglie ginnaste di età tra i 13 e 15 anni; nell'anno del compimento del 16º anno, la ginnasta passa nella categoria senior e può entrare nel pool delle ginnaste della nazionale senior.

## Competizioni
Le competizioni che prevedono gare per le ginnaste junior a livello internazionale sono gli europei, il Trofeo Città di Jesolo, i mondiali.

## Risultati (parziale)

### 1992[1]
Ad Arezzo nel 1992 vinse il bronzo al volteggio.

### 1998[1]
Bronzo nel 1998 a San Pietroburgo quando Monica Bergamelli vinse l'argento alle parallele asimmetriche. 

### 2004[1]
Ad Amsterdam nel 2004, Vanessa Ferrari vinceva l’argento All around, la squadra si dovette accontentare del gradino più basso del podio olandese. 

### 2010[1]
Bronzo di squadra a Birmingham nel 2010, vinto da Erika Fasana, Carlotta Ferlito, Giulia Leni e Francesca Deagostini.

### 2012[1]
Nel 2012, a Bruxelles, le azzurre sfiorarono di poco il tetto d’Europa. Enus Mariani, Alessia Leolini, Elisa Meneghini, Lara Mori e Tea Ugrin chiusero al secondo posto, dietro alla compagine russa.

### 2018[1]
La Squadra junior di Artistica femminile vince l’Oro ai Campionati Europei di Glasgow e, con il titolo di reginetta continentale di Giorgia Villa.
Le sorelle Asia D' Amato e Alice D' Amato, Giorgia Villa (tutte e tre della Brixia di Brescia), Elisa Iorio (Vis Academy) e Alessia Federici (Pro Patria) raggiungono quota 161.063 punti. La loro suddivisione, dopo parallele, trave e corpo libero, si conclude al volteggio. Il quintetto vince l'Oro. Sono balzate in testa alla classifica per Nazioni, davanti alla Russia - Argento con 160.363 - e alla Gran Bretagna, Bronzo a quota 158.931. Ai piedi del podio la Romania, a 154.862. 
Le azzurre sbaragliano la concorrenza aggiudicandosi non solo la corona continentale per team ma pure quella del Concorso Generale. La neo campionessa italiana assoluta Giorgia Villa, con il totale sui quattro attrezzi di 55.065 punti, vince così l'Oro, ricevendo il testimone dalla russa Elena Eremina, oro a Berna 2016. La ginnasta della Brixia eguaglia il risultato ottenuto in Belgio, sei anni fa, da Enus Mariani e impreziosisce il medagliere della Federazione Ginnastica d’Italia. La Villa infatti si è assicurata un pass per tutte e quattro le finali della domenica insieme ad Asia D'Amato al volteggio - giunta ai piedi del podio con il personale di 52.632 - mentre a parallele e trave Elisa Iorio. 